# Polystigma indicum
Polystigma indicum är en svampart som först beskrevs av Chona, Munjal & J.N. Kapoor, och fick sitt nu gällande namn av Munjal & J.N. Kapoor 1963. Polystigma indicum ingår i släktet Polystigma och familjen Phyllachoraceae.   Inga underarter finns listade i Catalogue of Life.